# Estados Unidos en los Juegos Olímpicos de Pekín 2022
Estados Unidos estuvo representado en los Juegos Olímpicos de Pekín 2022 por un total de 224 deportistas, 116 hombres y 108 mujeres, que compitieron en 15 deportes.
Los portadores de la bandera en la ceremonia de apertura fueron el jugador de curling John Shuster y la patinadora de velocidad Brittany Bowe.

## Medallistas
El equipo olímpico estadounidense obtuvo las siguientes medallas:
| Nombre | Deporte               | Competición                     |
| --- | --------------------- | ------------------------------- |
| Oro |                       |                                 |
| Kaillie Humphries | Bobsleigh             | Individual F                    |
| Alexander Hall | Esquí acrobático      | Slopestyle M                    |
| Ashley Caldwell Christopher Lillis Justin Schoenefeld                                                                      | Esquí acrobático      | Salto aéreo equipo mixto        |
| Nathan Chen | Patinaje artístico    | Individual M                    |
| Nathan Chen Vincent Zhou Karen Chen Alexa Knierim Brandon Frazier Madison Hubbell Zachary Donohue Madison Chock Evan Bates | Patinaje artístico    | Equipo                          |
| Erin Jackson | Patinaje de velocidad | 500 m F                         |
| Lindsey Jacobellis | Snowboard             | Campo a través F                |
| Chloe Kim | Snowboard             | Halfpipe F                      |
| Nick Baumgartner Lindsey Jacobellis                                                                                        | Snowboard             | Campo a través por equipo mixto |
| Plata |                       |                                 |
| Elana Meyers Taylor | Bobsleigh             | Individual F                    |
| David Wise | Esquí acrobático      | Halfpipe M                      |
| Colby Stevenson | Esquí acrobático      | Big air M                       |
| Nicholas Goepper | Esquí acrobático      | Slopestyle M                    |
| Jaelin Kauf | Esquí acrobático      | Baches F                        |
| Ryan Cochran-Siegle | Esquí alpino          | Supergigante M                  |
| Jessica Diggins | Esquí de fondo        | 30 km F                         |
| Equipo | Hockey sobre hielo    | Torneo F                        |
| Julia Marino | Snowboard             | Slopestyle F                    |
| Bronce |                       |                                 |
| Elana Meyers Taylor Sylvia Hoffman                                                                                         | Bobsleigh             | Doble F                         |
| Alex Ferreira | Esquí acrobático      | Halfpipe M                      |
| Megan Nick | Esquí acrobático      | Salto aéreo F                   |
| Jessica Diggins | Esquí de fondo        | Velocidad individual F          |
| Madison Hubbell Zachary Donohue                                                                                            | Patinaje artístico    | Danza sobre hielo               |
| Brittany Bowe | Patinaje de velocidad | 1000 m F                        |
| Casey Dawson Emery Lehman Joey Mantia Ethan Cepuran                                                                        | Patinaje de velocidad | Persecución por equipos M       |